# Monok, Borsod-Abaúj-Zemplén
Monok este un sat în districtul Szerencs, județul Borsod-Abaúj-Zemplén, Ungaria, având o populație de 1.806 locuitori (2011). 

## Demografie
Componența etnică a satului Monok
     Maghiari (90,25%)
     Romi (9,5%)
     Germani (0,26%)
Componența confesională a satului Monok
     Romano-catolici (58,75%)
     Reformați (9,14%)
     Fără religie (4,98%)
     Greco-catolici (1,5%)
     Necunoscută (24,92%)
     Alte religii (1,38%)
Conform recensământului din 2011, satul Monok avea 1.806 locuitori. Din punct de vedere etnic, majoritatea locuitorilor (90,25%) erau maghiari, cu o minoritate de romi (9,5%).  Din punct de vedere confesional, majoritatea locuitorilor (58,75%) erau romano-catolici, existând și minorități de reformați (9,14%), persoane fără religie (4,98%) și greco-catolici (1,5%). Pentru 24,92% din locuitori nu este cunoscută apartenența confesională.